# Raphaëla le Gouvello

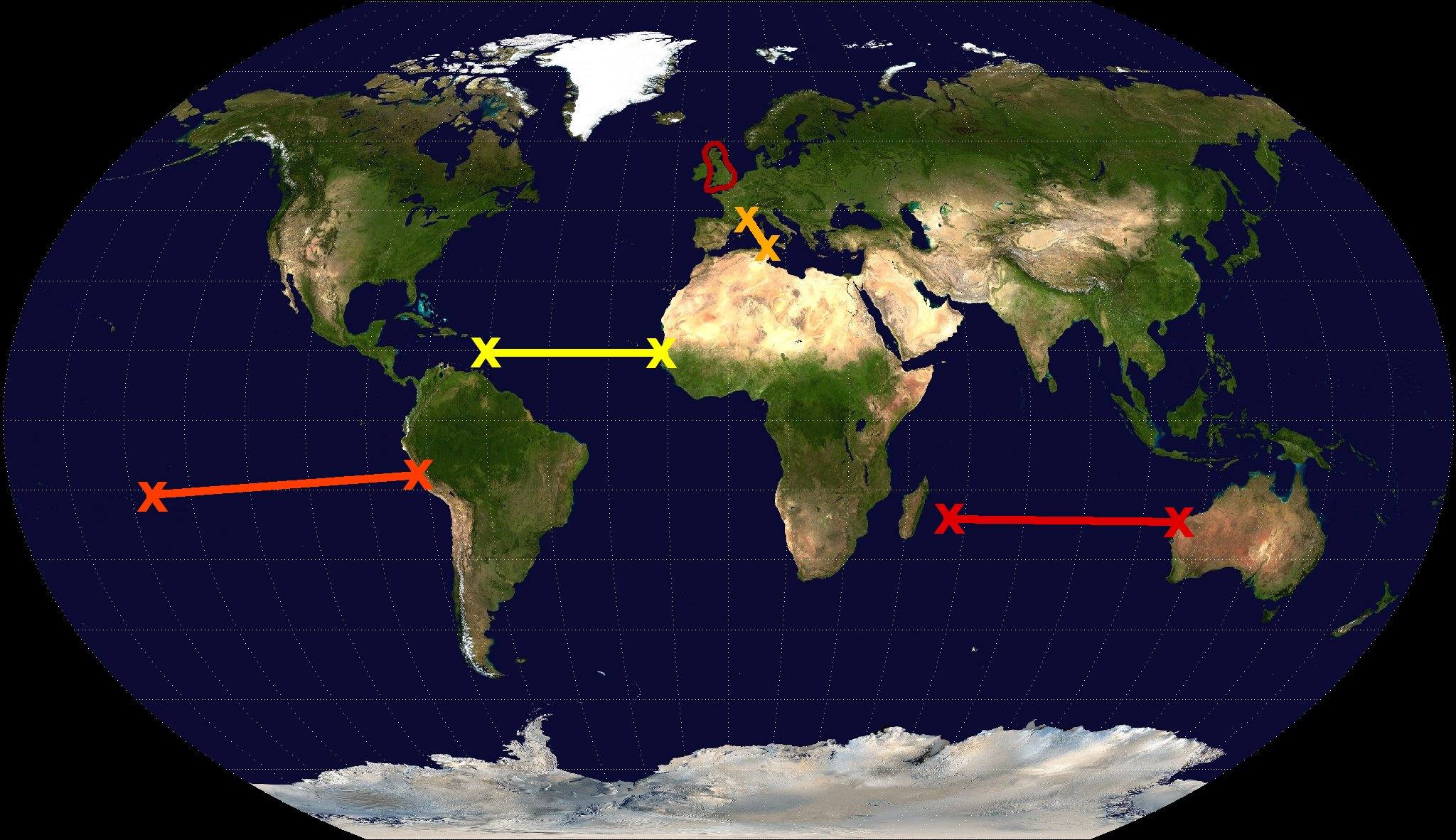
Abfahrts- und Ankunftshäfen der Langstreckenfahrten (die Häfen sind nur zur besseren Sichtbarkeit verbunden, was nicht den exakten Routen entspricht)

Raphaëla le Gouvello (* 4. Mai 1960 in Paris) ist eine französische Windsurferin, die unter anderem den Atlantik, Pazifik (Peru-Tahiti) und Indischen Ozean auf hochseetauglichen 7,50 bis 7,80 m langen und ca. 75 cm flachen Surfgeräten überquert hat. Ihre Erlebnisse auf den Überfahrten hielt sie in bisher drei Büchern fest.
Die auf Aquakulturen (Fischfarmen und Aufzuchten von anderen Wassertieren) spezialisierte Tierärztin setzt sich, auch mit ihren Windsurfing-Fahrten, für Umweltschutz und nachhaltige Entwicklung ein.

## Windsurfing-Werdegang
1976 begann le Gouvello mit dem Windsurfen, fuhr ab 1977 Wettbewerbe und unterrichtet seit 1978 als Windsurflehrerin. 1980 bis 1982 gelang es ihr, ihre Leistungen in für alle offenen Wettbewerben („Open“) bis zur Siebt-Platzierung unter den französischen Windsurferinnen zu steigern. Seit 1984 widmet sich le Gouvello außerdem regelmäßig dem Funboard.
Vom 25. Februar bis zum 24. April 2000 überquerte sie als erste Frau (und dritter Windsurfer überhaupt) den Atlantik allein, ohne Begleitschiff, auf einem Surfgerät. Das 7,5 m lange und 1,3 m breite Surf-„Brett“ hatte Guy Saillard für Stéphane Peyron entworfen, der damit 1987 als erster Windsurfer allein den Atlantik überquert hatte und le Gouvello für ihre Überfahrt beriet. In dem anstelle eines üblichen Surfbretts benutzten flachen „Bootsrumpf“ fanden unter anderem eine Schlafgelegenheit und Proviant, fünf Ersatzsegel sowie nachts und bei Schlechtwetter das eingeholte Segel mit Rigg Platz (siehe Weblinks für Fotos). Für die 2.750 Seemeilen (gut 5.000 km) lange Strecke von Saly Portudal in Senegal, südlich von Dakar, nach Le Diamant auf der Karibikinsel Martinique benötigte sie 58 Tage, 10 Stunden und 11 Minuten; Peyron hatte für eine Strecke von New York zum französischen Ort La Baule, grob 3.500 Seemeilen, nur 49 Tage gebraucht. Die unerwartet lange Dauer von le Gouvellos Überfahrt ging auf ungewöhnlich schwache Winde über zweieinhalb Wochen zu Reisebeginn zurück und zwang die Französin, im letzten Drittel der Fahrt ihre Vorräte zu rationieren; dennoch musste sie sich von einem französischen Marineschiff aus Guyana Nahrungsnachschub bringen lassen. Aufregung brachte außerdem der 17. April, an dem le Gouvello von ihrem Surfgerät fiel; durch die von ihr getragene Sicherungsleine blieb sie allerdings mit dem „Brett“ verbunden und konnte leicht wieder aufsteigen.
Das nächste Ziel der Französin war die Überquerung des Pazifiks. Dafür ließ sie von 2001 bis 2002 ein neues Windsurfgerät herstellen, das wiederum Saillard zeichnete. Der 7,80 m lange, 1,30 m breite und bis zu 75 cm dicke Rumpf bietet einem zweiten Segel, der Schlafgelegenheit, Entsalzungsanlage, ausreichend Proviant und diversen Navigationsgeräten Platz; die maximale Segelfläche beträgt 7,4 m².
Um das Gerät auszutesten und sich für den Pazifik vorzubereiten, ging le Gouvello zunächst eine Mittelmeerüberquerung an – als erster Windsurfer überhaupt. Bei ihrem ersten Versuch, begonnen am 25. Juli, kenterte die Französin jedoch und hatte Probleme, das Surfgerät wieder aufzurichten. Beim zweiten Anlauf gelang ihr aber vom 25. August bis zum 7. September 2002 die Erstüberquerung des Mittelmeers auf einem Surfgerät, wobei sie für die 550 Seemeilen (gut 1.000 km) lange Strecke von Marseille zum tunesischen Sidi Bou Saïd 10 Tage, 1 Stunde und 38 Minuten benötigte. Das neue Surfgerät war damit schneller als das vorherige, außerdem zuverlässiger.
2003 überquerte sie als erster Windsurfer allein den Pazifik. Die Fahrt von Lima in Peru bis Papeete in Tahiti ist mit 4.455 Seemeilen (ca. 8.250 km) die längste von der Französin bisher zurückgelegte Strecke und dauerte vom 5. August bis zum 2. November 89 Tage und 7 Stunden.
Vom 10. April 2006 bis zum 8. Juni 2006 überquerte le Gouvello als erster und bisher (Stand 2008) einziger Windsurfer den Indischen Ozean. 60 Tage, 2 Stunden und 1 Minute benötigte die Französin für die 3541 Seemeilen (über 6.500 km; Direktroute 3.262 Seemeilen) von Exmouth in Australien nach Le Port auf der französischen Insel Réunion vor Madagaskar. Während der Fahrt hatte le Gouvello immer wieder mit Seekrankheit, Gastritis, Verletzungen und wechselnden Wetterbedingungen zu kämpfen.
Im Frühjahr 2007 umrundete le Gouvello windsurfend Großbritannien. Sie legte dabei Aufenthalte in 26 Häfen ein, in denen sie sich durch pädagogische Aufklärungsarbeit für Umweltschutz im Allgemeinen und den Schutz der britischen Küste im Besonderen einsetzte. Dabei ließ sie auch Windsurfer mit grundlegenden Erfahrungen (planchistes confirmés) ihr Windsurfgerät ausprobieren.
Le Gouvello benutzt bis heute (Stand 2008) das im Mai 2002 fertiggestellte Surfgerät. 2003 ließ sie einen von Saillard gemeinsam mit der ESA entwickelten sog. „Airbag“ einbauen, der das Aufrichten des Geräts nach einer Kenterung weiter vereinfacht; sowohl aus dem Inneren des Rumpfs als auch von außen lässt sich seither das Aufblasen eines großen Luftsackes am hinteren Ende des Surfgeräts auslösen. 2005 wurden die Elektrik, Elektronik und der Anstrich des Geräts überholt.

## Privater und beruflicher Werdegang
Le Gouvello hat neun Brüder und Schwestern.
Als Tierärztin (Veterinärmedizinerin) hat sich die Französin auf Aquakultur (Fischfarmen und Aufzuchten von anderen Wassertieren) spezialisiert. Nach ihrem französischen Abitur 1978 studierte le Gouvello Tiermedizin und schloss 1985 mit dem französischen Doktor ab, wofür sie ihre Doktorarbeit 1984 über Aquakultur in Taiwan schrieb. 1986 erwarb sie einen Master of Sciences im Studiengang Rohstoffe (Natural Resources) an der Humboldt State University in Kalifornien. 1987 widmete sie sich der Fortpflanzung chinesischer und indischer Karpfen sowie der Verwaltung von Seen in Bangladesch. Ein Jahr später folgte ein Projekt über Ichtyopathologie (Pathologie von Fischen) und Wassertechniken in Frankreich.
Von 1987 bis 1990 arbeitete le Gouvello für einen Nahrungsmittelhersteller für Aquakulturen, danach bis 1993 im Aquakultur-Programm eines veterinärmedizinischen Labors. 1994 gründete die Französin Stermor, ein Unternehmen, das zu Nahrung, Gesundheit und Hygiene von Aquakulturen berät; le Gouvello betreibt das Unternehmen in ihrem Wohnort Pénestin im französischen Morbihan (Bretagne).

## Veröffentlichungen von le Gouvello
- Raphaëla le Gouvello: Dialogue avec la mer. Retour en terres de Bretagne. Les Éditions du Toucan/TF1. 2007, ISBN 978-2-916780-46-7
- Raphaëla le Gouvello: Au cœur du Pacifique. L’odyssée du vent. Glénat collection Neptune. 2004, ISBN 2-7234-4870-3
- Raphaëla le Gouvello: Development and availability of medicines for fish. In João Coimbra (Hg.): Modern Aquaculture in the Coastal Zone: Lessons and Opportunities. (NATO Science Series. Series A: Life Sciences – Vol. 314) IOS Press. (S. 155–180) 2001, ISBN 0-9673355-6-6
- Raphaëla le Gouvello, Hélène André und Guy Saillard: Vent debout. Première traversée de l'Atlantique en planche à voile par une femme en solitaire. Glénat collection Neptune. 2001, ISBN 2-7234-3737-X